# Проект «Охотник за тенью»
«Проект „Охотник за тенью“» (англ. Shadowchaser) — независимый фильм, научно-фантастический боевик Джона Эйрса, первый из трилогии «Проект „Охотник за тенью“».

## Сюжет
Ромул (Фрэнк Загарино) — совершенный робот-убийца, сбежавший из секретной лаборатории, вместе с группой террористов захватывает больницу-небоскрёб. В числе заложников оказывается дочь президента Сара (Мег Фостер), за выкуп которой террористы требуют 50 000 000 долларов. Агенты ФБР решают освободить из крио-тюрьмы архитектора этого здания, Патрика Диксона, который был заморожен за убийство, чтобы он провёл через какой-нибудь тайный вход в здание отряд спецназа. Однако, размороженным оказывается вовсе не архитектор, а футболист Майкл Де Силва (Мартин Коув), который не знает плана здания. Чтобы агенты не вернули его в криокамеру, он соглашается принять участие в операции.
Вместе с отрядом спецназа Де Силва проникает в здание, но оказывается замечен. Отряд спецназа попадает в ловушку и погибает в лифте, а «архитектор» остаётся в живых. Тем временем Ромул убивает первого заложника, выбросив его из окна, так как ФБР и полицейские не передали ему деньги. Майклу в одиночку предстоит устранить Ромула и спасти заложников. Он связывается с Тревеньяном (Пол Косло), агентом ФБР, и объясняет, что он не «архитектор», а футболист, осуждённый за превышение самообороны. Де Силва начинает уничтожать террористов, заручившись поддержкой одного из работников больницы — Джексона (Рикко Росс): одного он убивает дефибриллятором, другого ранит и сбрасывает в шахту лифта, третьего расстреливает и т. д. Вскоре командование операцией переходит к Джозефу Киндерману (Джосс Экленд), сотруднику АНБ, которого мало волнуют жизни заложников: он намерен вернуть Ромула назад в лабораторию. Де Силва освобождает Сару, но их обнаруживает андроид. Майкл получает ранение, а Сара снова попадает в плен. ФБР решает отдать выкуп террористам.
Вскоре оказывается, что главным заговорщиком и по совместительству создателем андроида является Киндерман, который убивает президента на глазах его дочери. Он пытается сбежать на вертолёте вместе с Ромулом и пленённой Сарой, но снова появляется Де Силва. Ромул гоняется за ним по зданию, но Майклу удаётся его поджечь, а затем подорвать андроида. Киндерман бежит на крышу вместе с Сарой, но его догоняет Майкл и бросает ему нож в голову. Заложники выбегают из здания, Сара и Майкл спускаются на улицу, где их встречают Тревеньян и Джексон.

## В ролях
- Мартин Коув — Патрик «Архитектор» Диксон / Майкл Де Силва
- Мег Фостер — Сара, дочь президента
- Фрэнк Загарино — андроид Ромул
- Джосс Экленд — Джозеф Киндерман, сотрудник АНБ
- Пол Косло — Тревеньян, агент ФБР
- Рикко Росс — Джексон, санитар
- Ким Хаффман — Наоми, секретарша в больнице
- Брайан Джексон — Президент
- Энджи Хилл — Джона, террористка
- Джон Ченсер — Зануччи, террорист
- Эндрю Лэмон — Франко, террорист
- Рэймонд Эванс — агент ФБР Уайтсайд
- Роберт Фримен — агент ФБР Блэквуд
- Дэвид Оливер — Мюррей
- Лиза Росс — Лора Джеймисон, заложница
- Майкл Моррис — командир спецназа
- Стив Элм — пилот

## Съёмки
Фильм снимали на студии Pinewood. Многие декорации были позже использованы в фильме «Чужой 3». Съёмки здания больницы проходили в госпитале Хиллингтон и в больнице Вексэм Парк. Городские сцены были отсняты в Лондоне и Ванкувере.
Релиз на видеокассетах состоялся 2 июля 1992 года.

## Продолжение
В 1994 году вышло продолжение фильма — Project Shadowchaser II: Night Siege («Проект «Охотник за тенью» 2: Ночная Осада»). Фрэнк Загарино вернулся к роли андроида Ромула, главную женскую роль получила актриса Бет Туссэн.

## Награды и номинации
В 1993 году фильм был номинирован на премию Сатурн за лучшее жанровое VHS-издание.